# Грушин Олександр Ігорович
Олекса́ндр Гру́шин (нар. 19 липня 1998, Волноваха) — український борець греко-римського стилю, представляє Донецьку область, вагова категорія до 63 кг.

## З життєпису
Вихованець Київського обласного ліцею-інтернату фізичної культури і спорту та СДЮШОР ім. Г. Г. Узуна (Маріуполь), тренер Андрій Юрійович Суровягін. Брат Сергій також займається греко-римською боротьбою. На чемпіонаті світу з греко-римської боротьби серед кадетів Сергій посів 9 місце у ваговій категорії до 58 кг.
Чемпіон світу U-18 2015р.
Чемпіон Європи U-18 2013р.
Чемпіон Європи U-21 2018р.
Срібний призер ЧС U-21 2017р.
Бронзовыйий призер ЧС U-23 2018р.

## Участь у змаганнях

### Виступи на чемпіонатах світу
| Змагання                        | Збірна  | Вагова категорія                 | Місце |
| ------------------------------- | ------- | -------------------------------- | ----- |
| Чемпіонат світу з боротьби 2019 | Україна | греко-римська боротьба, до 63 кг | 15    |
| Чемпіонат світу з боротьби 2022 | Україна | греко-римська боротьба, до 63 кг | 30    |
| Чемпіонат світу з боротьби 2023 | Україна | греко-римська боротьба, до 63 кг | 7     |

### Виступи на чемпіонатах Європи
| Змагання                         | Збірна  | Вагова категорія                 | Місце  |
| -------------------------------- | ------- | -------------------------------- | ------ |
| Чемпіонат Європи з боротьби 2021 | Україна | греко-римська боротьба, до 63 кг | 10     |
| Чемпіонат Європи з боротьби 2022 | Україна | греко-римська боротьба, до 63 кг | Бронза |
| Чемпіонат Європи з боротьби 2023 | Україна | греко-римська боротьба, до 63 кг | 10     |
| Чемпіонат Європи з боротьби 2024 | Україна | греко-римська боротьба, до 63 кг | Срібло |

### Виступи на інших змаганнях
| Змагання                                     | Збірна  | Вагова категорія                 | Місце  |
| -------------------------------------------- | ------- | -------------------------------- | ------ |
| Київський Міжнародний турнір з боротьби 2019 | Україна | греко-римська боротьба, до 63 кг | Золото |
| Кубок Владислава Пітласинські 2019           | Україна | греко-римська боротьба, до 63 кг | Золото |
| Тор Мастерс 2020                             | Україна | греко-римська боротьба, до 67 кг | 12     |
| Київський Міжнародний турнір з боротьби 2021 | Україна | греко-римська боротьба, до 63 кг | 5      |
| Гран-прі Загреба 2022                        | Україна | греко-римська боротьба, до 63 кг | 10     |
| Гран-прі Німеччини з боротьби 2022           | Україна | греко-римська боротьба, до 63 кг | Бронза |
| Гран-прі Франції Анрі Деглана 2023           | Україна | греко-римська боротьба, до 63 кг | Срібло |
| Гран-прі Німеччини з боротьби 2023           | Україна | греко-римська боротьба, до 63 кг | 9      |

### Виступи на змаганнях молодших вікових груп
| Змагання                                       | Збірна  | Вагова категорія                 | Місце  |
| ---------------------------------------------- | ------- | -------------------------------- | ------ |
| Чемпіонат світу з боротьби серед кадетів 2015  | Україна | греко-римська боротьба, до 54 кг | Золото |
| Чемпіонат Європи з боротьби серед юніорів 2016 | Україна | греко-римська боротьба, до 60 кг | Бронза |
| Чемпіонат світу з боротьби серед юніорів 2016  | Україна | греко-римська боротьба, до 60 кг | 5      |
| Чемпіонат Європи з боротьби серед молоді 2017  | Україна | греко-римська боротьба, до 59 кг | 7      |
| Чемпіонат Європи з боротьби серед юніорів 2017 | Україна | греко-римська боротьба, до 60 кг | 5      |
| Чемпіонат світу з боротьби серед юніорів 2017  | Україна | греко-римська боротьба, до 60 кг | Срібло |
| Чемпіонат Європи з боротьби серед молоді 2018  | Україна | греко-римська боротьба, до 63 кг | 7      |
| Чемпіонат Європи з боротьби серед юніорів 2018 | Україна | греко-римська боротьба, до 63 кг | Золото |
| Чемпіонат світу з боротьби серед юніорів 2018  | Україна | греко-римська боротьба, до 63 кг | 18     |
| Чемпіонат світу з боротьби серед молоді 2018   | Україна | греко-римська боротьба, до 63 кг | Бронза |
| Чемпіонат Європи з боротьби серед молоді 2019  | Україна | греко-римська боротьба, до 63 кг | 5      |
| Чемпіонат світу з боротьби серед молоді 2021   | Україна | греко-римська боротьба, до 63 кг | 7      |